# 못토후타리데
〈못토후타리데〉(もっとふたりで)는 2005년 7월 13일에 발매된 윤하의 세 번째 싱글이다.

## 트랙 리스트
1. もっとふたりで (못토후타리데)
2. If -日本語version-